# Čerin
 Ovo je glavno značenje pojma Čerin. Za otok u Lastovskom kanalu, uz južnu obalu Korčule pogledajte Čerin (otok).
Čerin je naseljeno mjesto u općini Čitluk, Federacija BiH, BiH.

## Zemljopis
Mjesto je smješteno u zapadnome djelu polja općine Čitluk. Klima je većinom mediteranska s vrućim ljetima i blagim zimama.

## Povijest
O ranoj prisutnosti Rimljana u Čerinu svjedoči i ulomak rimske cigle s pečatom Pansiana pronađen 60.-ih godina 19. stoljeća u antičkoj grobnici u tadašnjem starom, danas opet aktivnom katoličkom groblju ispod ceste jugoistočno od župske crkve u Čerinu. Na ranu prisutnost Rimljana u Čerinu ukazuje i žrtvenik Dijane i Silvana na kojemu je natpis: Dian(ae) Aug(ustae) sacr(um)/Silvan(o) Aug(usto) sacr(um, pronađen u ruševinama nekog antičkog objekta koji se nalazio negdje istočno od vrela Čerinca. U Čerinu se još nalazi nadgrobni spomenik koji s je oklesan sa svih strana te tako prikazuje muško tijelo, motiv nage Andromede ruku i nogu svezanih lancima i okovima pričvršćenima za stijenu te motiv njezinoga izbavitelja Perzeja s harpunom u lijevoj i odsječenom Meduzinom glavom u desnoj ruci te još s likom konjanika zaogrnutoga u togu. Tu se još nalaze miljokaz iz rimskoga doba te sarkofag sa znakom cruxa na sebi sličnog staroegipatskom ankhu. U Čerinu se nalaze 3 nekropole stećaka. Najmanja ima 4 neukrašena stećka, srednja ima 10-ak stećaka gdje je jedan ukrašen s križom te najveća s tridesetak stećaka od kojih je više od pola njih ukrašeno. Jedan veliki stećak u dvorištu Crkve nosi natpis na sebi: Asci leži Radovan Raković, proklet tkoće tuđin leć veće njegovo pleme!
Čerin se prvi put spominje 16. srpnja 1397. godine u analima Dubrovačke Republike kad je Veselko Milosavić odlukom Malog vijeća grada Dubrovnika primljen u dubrovačko građanstvo. Na prvoj stranici matice krštenih, svezak 1., iz 1846. stoji napisano da je odlukom franjevačkog starješinštva na Širokom Brijegu odvajanjem od župe Brotnjo 25. travnja 1846. osnovana samostalna kapelanija Čerin. Čerin je se nalazio u distriktu srednjovjekovne hrvatske župe Večenike u Humskom kneštvu.

## Stanovništvo

### 1991.
Nacionalni sastav stanovništva 1991. godine, bio je sljedeći:
ukupno: 267
- Hrvati - 266
- ostali, nepoznati i neopredijeljeni - 1

### 2013.
Nacionalni sastav stanovništva 2013. godine, bio je sljedeći:
ukupno: 296
- Hrvati - 293
- ostali, nepoznati i neopredijeljeni - 3

## Obrazovanje
U mjestu postoji osnovna škola koja je izgrađena 1905. godine.

### Poznate osobe
- Božidar Kaćunko, pjesnik
- Ante Beljo

## Galerija
- Čerin pod snijegom